# Ultimate Challenge MMA
Ultimate Challenge MMA（アルティメット・チャレンジ・エムエムエー）は、イギリスの総合格闘技団体。2008年12月にProEliteの倒産に巻き込まれる形で活動停止したCage Rage代表のデイブ・オドネルが後継団体「Ultimate Challenge UK」として創設。NJSACB制定のユニファイドルールを採用。また、K-1ルールを採用したキックボクシングルールの試合「UK1」も行っていた。通称は、UCMMA。

## 認定王者
- アミール・アルバジ
- アルベルト・ミナ
- アレックス・ロホール
- アシュリー・グリムショー
- オリィ・トンプソン
- カーロス・ヴェモラ
- ジミ・マヌワ
- ジョン・マグワイア
- デビッド・リー
- トム・ワトソン
- ニール・グローブ
- ブラッド・ピケット
- マーク・ウィアー
- マイク・シップマン
- リントン・ヴァッセル